# 渦巻銀河

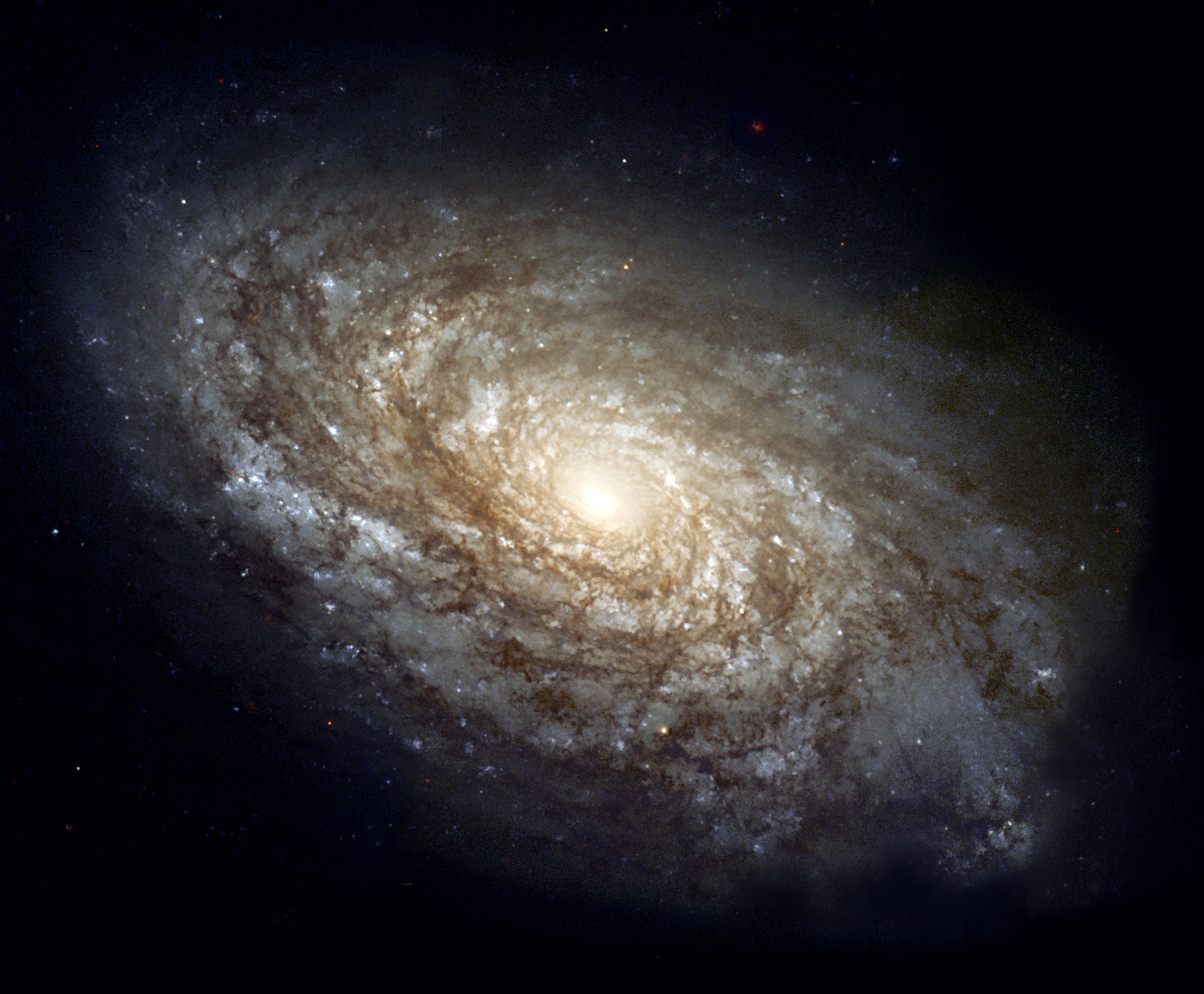
ハッブル宇宙望遠鏡が撮影した渦巻銀河NGC4414

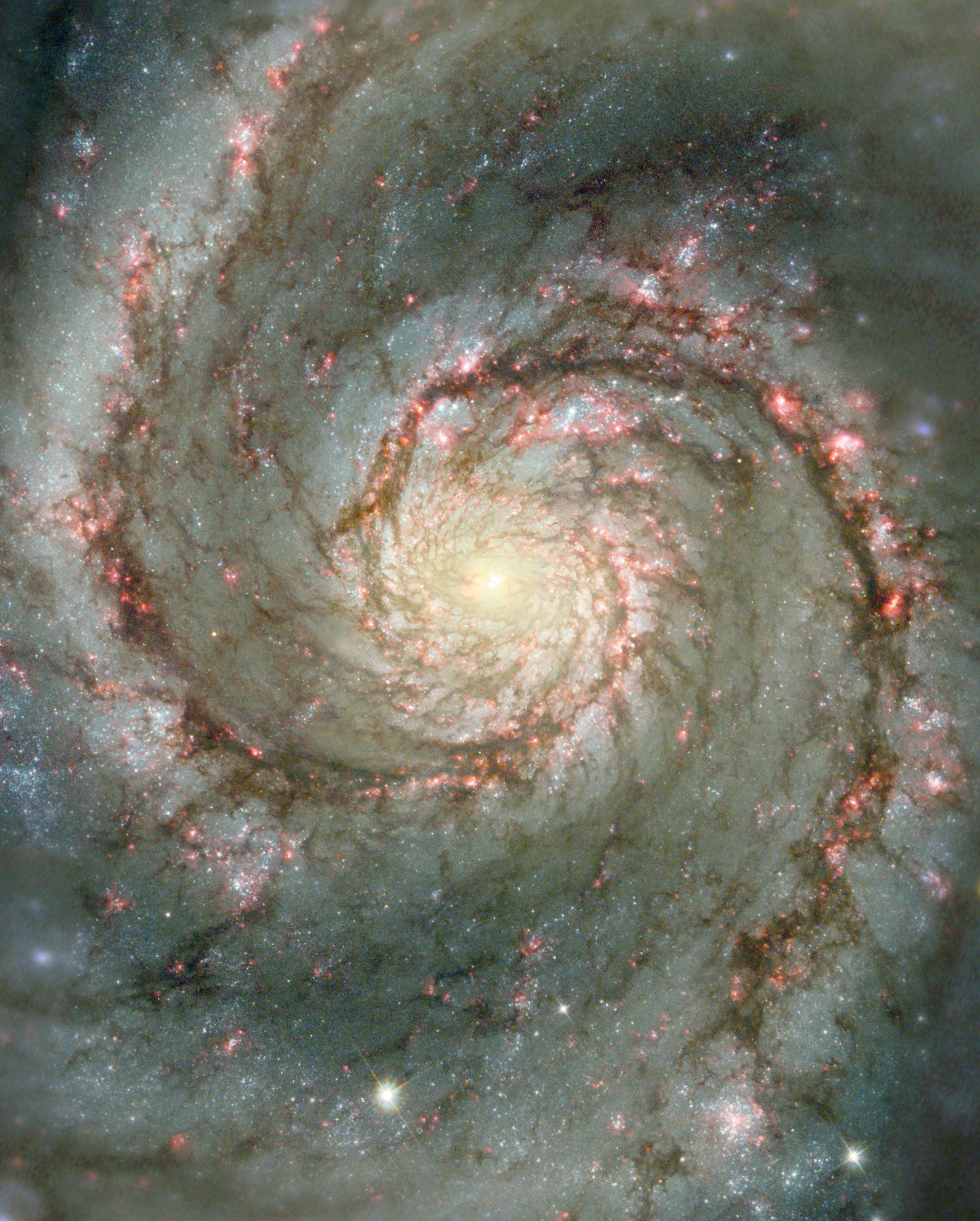
ハッブル宇宙望遠鏡が撮影した渦巻銀河M51の中心部。渦状腕に沿ってHII領域やダーク・レーンが存在している。

渦巻構造を作る密度波

渦巻銀河（うずまきぎんが、spiral galaxy）は、銀河のハッブル分類における種類の一つ。

## 特徴
渦巻銀河は以下のような特徴を持つ。
- 銀河全体が持つ角運動量が相対的に大きい。
- 中央のバルジがディスクに囲まれる構造を持つ。
  - バルジは楕円銀河に似た特徴を持ち、種族IIと呼ばれる古い星を多く含み、ほとんどの場合、中心に大質量ブラックホールが存在する。
  - ディスクは扁平で回転しており、星間物質や若い種族Iの星、散開星団などを含む。

渦巻銀河はディスク内に明るい渦状腕を持っているためにその名が付いている。渦状腕はバルジから外側に向かって螺旋を描くように伸びており、腕に沿ってダーク・レーンと呼ばれる暗い筋状の構造やHII領域などの星形成の盛んな領域が見られる。渦巻銀河の中には羊毛状渦巻銀河と呼ばれる、あまり明瞭でない切れ切れの渦状腕を持つような銀河もあるが、この渦状腕の存在によって渦巻銀河とレンズ状銀河（S0銀河）は区別される。渦巻銀河のディスクは大きな楕円体の銀河ハローに取り囲まれている。銀河ハローには種族IIの星が含まれ、その多くは球状星団として存在し、銀河中心の周囲を軌道運動している。
我々の銀河系も渦巻銀河であり、ハッブル分類では Sb に相当すると考えられていたが、最近の研究では、銀河系は棒渦巻銀河であるという説が有力であり、その場合には SBb に相当するのではないかとされている。

## 渦巻構造の起源
渦巻銀河の渦状腕がなぜできるかについて初期に研究を行ったのはベルティル・リンドブラッドである。彼は、星が永久に螺旋状に配列していると仮定すると、巻き込みのジレンマによっていずれ腕は何重にも巻き込まれてしまい、現在のような安定した姿を保つことはできないことを示した。銀河ディスクは回転の角速度が銀河中心からの距離によって異なる差動回転をしているため、車輪のスポークのような動径方向に伸びる腕があったとしても、銀河の回転によってすぐに巻きついてしまう。実際の銀河の腕はこのようにはなっていない。
1964年、C. C. リンとフランク・シューがこの問題を解決する理論を初めて提案した。彼らは渦状腕はディスクに生じた螺旋状の密度波が目に見えているものだと指摘した。彼らはディスク内の星の軌道がわずかに楕円軌道を描いており、その楕円軌道の向きが星同士互いに相関を持っていて、銀河中心からの距離に応じて滑らかに少しずつ変化していると仮定した。星の軌道がこのような条件に従っていると、ディスク内に星の密度の高い部分が螺旋状にできることを彼らは示した。
従って、ディスク内の星は現在我々が観測した位置にいつまでもとどまっているわけではなく、軌道運動によって腕の部分を定期的に通り抜けていることになる。
これはよく、所々に渋滞が発生している高速道路に喩えられる。渋滞が発生している箇所が銀河の渦状腕に相当する。渋滞の中にいる自動車はそこにとどまっているのではなく低速ながらも走っており、いずれ渋滞部分を抜け出す。これと同様に、渦状腕を構成している星は常に同じではなく入れ替わっているが、腕自体は星の密度が高い部分として同じ位置に存在し続ける。